# Compagnie du chemin de fer de Graissessac à Béziers
La Compagnie du chemin de fer de Graissessac à Béziers est créée en 1853 pour construire et exploiter la ligne de Graissessac à Béziers, premier tronçon de la ligne de Béziers à Neussargues.
En difficulté financière, la compagnie est mise sous séquestre en 1858 puis la ligne est rachetée en 1865 par la Compagnie des chemins de fer du Midi et du Canal latéral à la Garonne.

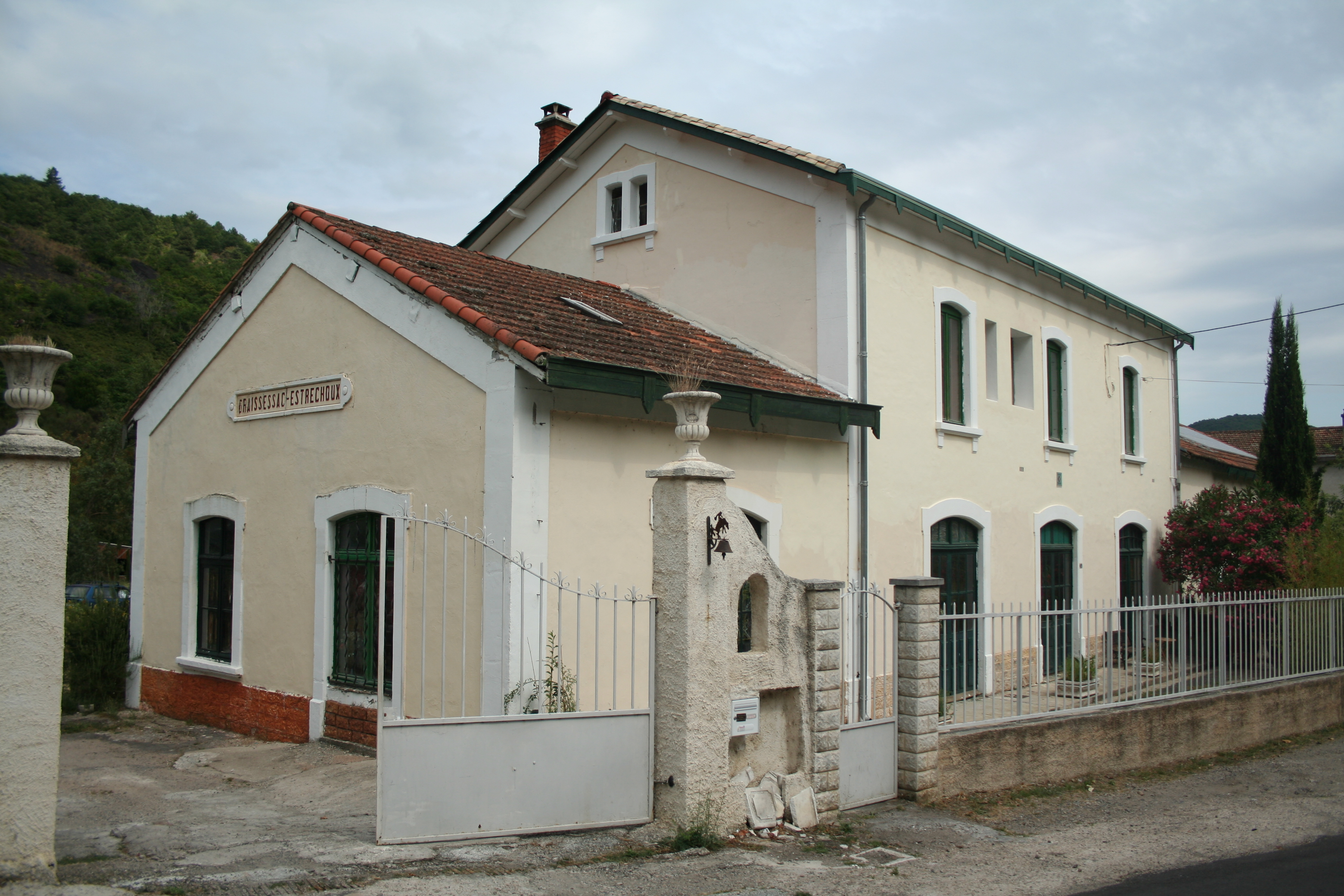
Gare de Graissessac-Estrechoux

## Histoire

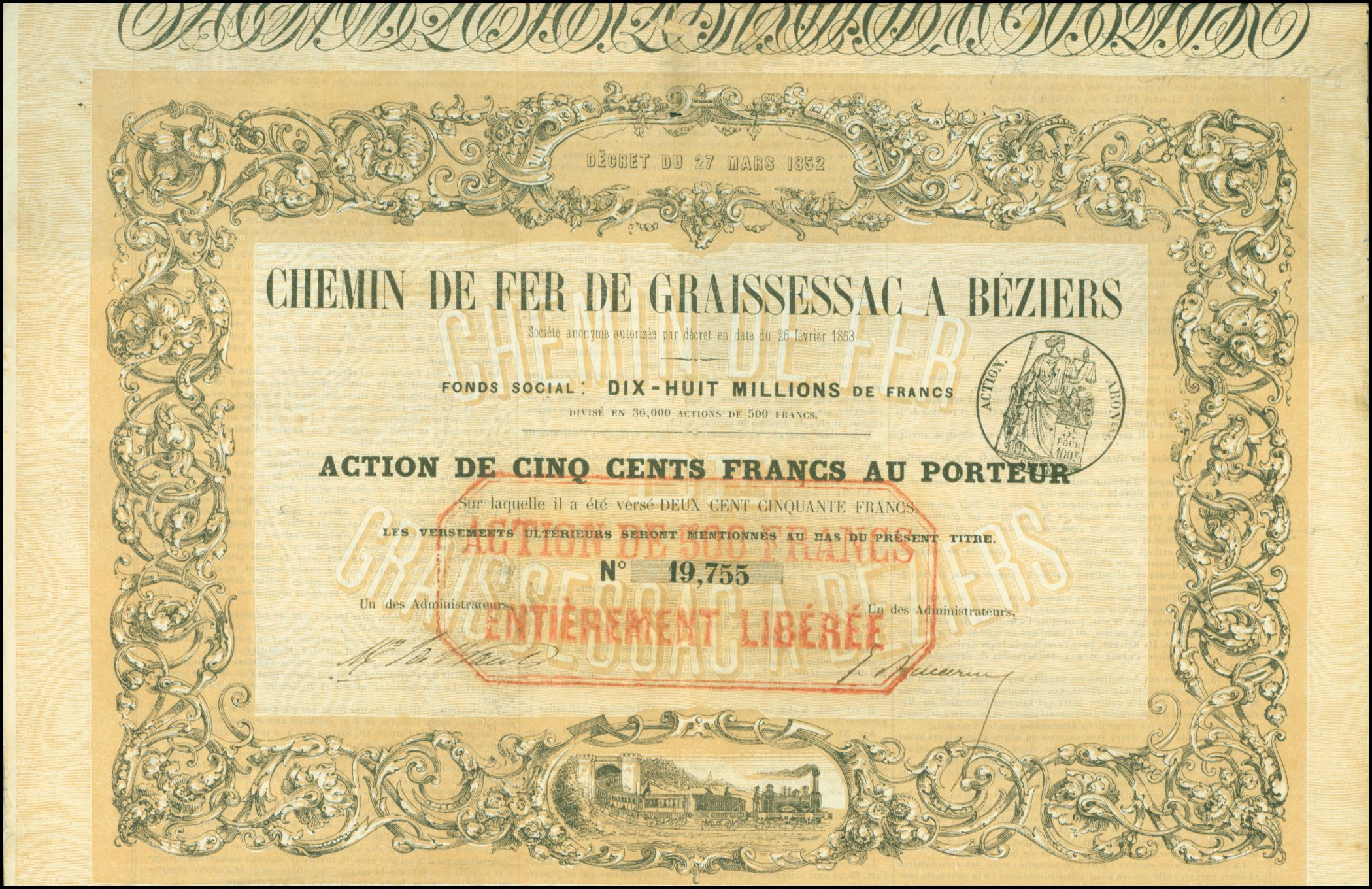
Action de la Compagnie du chemin de fer de Graissessac à Béziers en date du 26 janvier 1853

Deux décrets du 27 mars 1852 autorisent la concession directe d’un chemin de fer de Graissessac à Béziers et l’accordent à MM. Maximilien Delfosse, Henri Granier, Auguste Couttet et Joseph Orsi suivant les clauses et conditions du cahier des charges mis en annexe.
Un décret impérial du 26 février 1853 autorise la société anonyme dénommée Compagnie du chemin de fer de Graissessac à Béziers et en approuve les statuts déposés chez Maître Mertian notaire à Paris.
Le 3 mai 1858, alors qu’elle vient de terminer la section de Bédarieux à Béziers, la compagnie demande à être placée sous le séquestre de l’État. Celui-ci, constatant que la section est en état d’être livrée à l’exploitation mais que la compagnie se trouve, en raison de sa situation financière, dans l'impossibilité de pourvoir à son exploitation et de terminer la section de Graissessac à Bédarieux, accepte de la placer sous séquestre le 12 mai 1858.
Le 23 décembre 1865, le chemin de fer de Graissessac à Béziers est définitivement incorporé dans la Compagnie des chemins de fer du Midi et du Canal latéral à la Garonne.